# Народний вчитель СРСР
Народний учитель СРСР — почесне звання в СРСР, затверджене 30 грудня 1977 року. Після розпаду СРСР замінено на звання Народний вчитель Російської Федерації. 

## Положення про почесне звання «Народний учитель СРСР»
1. Почесне звання «Народний учитель СРСР» присвоюється Президією Верховної Ради СРСР вчителям шкіл і викладачам професійно-технічних навчальних закладів, працівникам навчально-виховних, методичних та інших установ органів освіти за особливі заслуги в навчанні та комуністичному вихованні дітей та молоді, видатну діяльність у галузі народної освіти. 
2. Присвоєння почесного звання «Народний учитель СРСР» проводиться за поданням Міністерства освіти СРСР та Державного комітету СРСР з професійно-технічної освіти. 
3. Особам, удостоєним почесного звання «Народний учитель СРСР», вручається грамота Президії Верховної Ради і нагрудний знак встановленого зразка. 
4. Нагрудний знак «Народний учитель СРСР» носиться на правій стороні грудей і за наявності в осіб, удостоєних зазначеного звання орденів СРСР розміщується над ними. 
5. Позбавлення почесного звання «Народний учитель СРСР» може бути зроблено тільки Президією Верховної Ради СРСР. З поданням про позбавлення вказаного звання можуть увійти до Президії Верховної Ради СРСР суд, Міністерство освіти СРСР або Державного комітету СРСР з професійно-технічної освіти. 

## Опис нагрудного знака «Народний учитель СРСР»
Нагрудний знак «Народний вчитель СРСР» посріблений, має форму правильного кола діаметром 30 мм, В центральній частині знака розташовано зображення розкритої книги та факела, по колу напис «Народний учитель СРСР», у верхній частині — серп і молот і дві лаврові гілки. знак облямований обідком. 
На зворотному боці знака розміщено напис «Народний учитель СРСР — гордість радянського суспільства». 
Всі зображення та написи опуклі. 
Нагрудний знак за допомогою вушка та ланки з'єднується з посрібленою прямокутною колодкою, що має з боків виїмку. Уздовж підстави колодки йдуть прорізи. Внутрішня частина колодки вкрита червоною муаровою стрічкою. На зворотному боці колодка має шпильку для прикріплення знака до одягу. 
Основа знака та колодка виготовляються з нейзильберу.

## Народні вчителі СРСР в Україні
- Захаренко Олександр Антонович
- Палтишев Микола Миколайович
- Шаталов Віктор Федорович
- Бєлуха Світлана Василівна